# Matthias Martin Becker
Matthias Martin Becker (* 1971 in Ludwigshafen am Rhein) ist ein freier Journalist und Sachbuchautor. 
Er schreibt für die Zeitschriften Konkret, Neues Deutschland, Der Freitag, WOZ, die Online-Publikation Telepolis und andere und arbeitet für die öffentlich-rechtlichen Rundfunksender WDR, SWR, Deutschlandfunk und Deutschlandfunk Kultur.

## Schriften
- Bodenlos – Wer wird die Welt ernähren?, 2025, Köln: Papyrossa; ISBN 978-3-89438-823-2.
- Klima Chaos Kapital – Was über den Kapitalismus wissen sollte, wer den Planeten retten will; 2021, Köln: Papyrossa; ISBN 978-3-89438-754-9.
- Automatisierung und Ausbeutung – Was wird aus der Arbeit im digitalen Kapitalismus?, 2017, Wien: Promedia; ISBN 9783853714188.
- Mythos Vorbeugung – Warum Gesundheit sich nicht verordnen lässt und Ungleichheit krank macht, 2014, Wien: Promedia; ISBN 9783853713747.
- Datenschatten – Auf dem Weg in die Überwachungsgesellschaft?, 2010, Heidelberg: Heinz-Heise-Verlag; ISBN 9783936931655.
- MOOCs statt Hörsaal – Der Unterricht im Zeitalter seiner technischen Reproduzierbarkeit. Mit Raúl Rojas. 2014. Heidelberg: Heinz Heise-Verlag; ISBN 9783944099248.